# Archytas dissimilis
Archytas dissimilis är en tvåvingeart som först beskrevs av Wulp 1888.  Archytas dissimilis ingår i släktet Archytas och familjen parasitflugor.
Artens utbredningsområde är Costa Rica. Inga underarter finns listade i Catalogue of Life.